# Hamza Hamzaoğlu
Hamza Hamzaoğlu (Komotini, 15 januari 1970) is een Turkse voetbaltrainer en voormalig betaald voetballer. Hij werd in december 2014 aangesteld als hoofdcoach van Galatasaray en op 18 november 2015 ontslagen door het bestuur. In zijn periode bij Galatasaray won hij de Turkse treble.

## Voetbalcarrière

#### Club
Hamzaoğlu speelde tot en met 1988 in de jeugd van toenmalig eersteklasser Izmirspor. In 1988 werd hij voor het eerst opgeroepen voor een wedstrijd met de eerste ploeg. Hij speelde hier tot en met 1991. Hamzaoğlu maakte in 1991 de overstap naar Galatasaray. Hij maakte deel uit van het team dat Manchester United uitschakelde in de Europa Cup. Hamzaoğlu speelde in vier seizoenen 104 wedstrijden voor Galatasaray en scoorde daarin twaalf goals. In 1995 stapte hij over naar Istanbulspor. Hamzaoğlu speelde ook hier vier seizoenen. Hierin kwam hij ditmaal tot 125 wedstrijden en negentien doelpunten. Na Istanbulspor speelde hij voor Yimpaş Yozgatspor, Konyaspor en Beylerbeyi.

#### Nationale ploeg
Hamzaoğlu speelde met Turkije -21 in 1991 op de Middellandse Zeespelen. Hier speelde hij vijf wedstrijden, zonder te scoren. Turkije eindigde op de tweede plaats. Hamzaoğlu speelde in 1993 zijn enige wedstrijd voor het Turks voetbalelftal.

## Trainerscarrière
Hamzaoğlu promoveerde als trainer met Akhisar Belediyespor van de PTT 1. Lig naar de Süper Lig. Eerder was hij trainer van Malatyaspor, Eyüpspor, Denizlispor en assistent-trainer van Konyaspor, Rizespor en Ankaraspor. Hij werd in 2013 verkozen tot trainer van het jaar.
Na een teleurstellende prestatie van Cesare Prandelli, werd Hamzaoğlu in december 2014 aangesteld als trainer van Galatasaray SK. Het lukte hem om de slechte prestaties om te buigen in een kampioenschap en de winst van de Turkse beker. Hiermee is hij de eerste trainer van Galatasaray die zowel als speler én trainer kampioen is geworden. Omdat dit het 20ste kampioenschap was van Galatasaray, verdiende de club de vierde ster. In juni 2015 is zijn contract verlengd tot medio 2018. Op 18 november 2015 is hij door Galatasaray ontslagen als trainer. Datzelfde jaar kreeg Hamzaoglu een contract aangeboden bij Bursaspor. Na 2 matige seizoenen werd hij ook door het bestuur van Bursaspor ontslagen en trad hij na 2 kleine maanden op als hoofdtrainer van Osmanlispor in Ankara.

## Erelijst

### Als trainer
| Competitie     |             |             |
| Competitie     | Aantal      | Jaren       |
| Akhisarspor    | Akhisarspor | Akhisarspor |
| -------------- | ----------- | ----------- |
| TFF 1. Lig     | 1x          | 2011/12     |
| Galatasaray    |             |             |
| Süper Lig      | 1x          | 2014/15     |
| Türkiye Kupası | 1x          | 2014/15     |
| Süper Kupa     | 1x          | 2015        |